# Kali dichromat
Kali dichromat, K2Cr2O7, là một hợp chất phản ứng hóa học vô cơ phổ biến, thường được sử dụng như là một chất oxy hóa trong các ứng dụng phòng thí nghiệm và công nghiệp khác nhau. Như với tất cả các hợp chất chromi hóa trị +6, chất này cực kỳ có hại cho sức khỏe. Kali dichromat là một chất rắn tinh thể với màu đỏ-cam nổi bật và khá phổ biến trong phòng thí nghiệm vì nó không chảy nước, ngược lại với loại muối tương tự natri dichromat phổ biến hơn trong công nghiệp.

## Tính chất hóa học

### Sản xuất
Kali dichromat thường được điều chế bằng phản ứng của kali chloride với natri dichromat. Ngoài ra, có thể thu được từ kali clorat bằng cách nung nóng quặng chromi trong nước và trong quá trình hòa tan nó ion hóa:
K2Cr2O7 → 2 K+ + Cr2O72−
Cr2O72− + H2O ⇌ 2 CrO42− + 2 H+

## Ứng dụng
Kali dichromat có ít ứng dụng chính, vì muối natri dichromat chiếm ưu thế trong công nghiệp. Ứng dụng chính của chất này là tiền chất của chất phèn kali chromi, được sử dụng trong thuộc da.

### Cảnh báo nguy hiểm đối với con người:
- Gây kích ứng da và có thể gây bỏng da. Nguy hiểm hơn có thể gây lở loét.
- Gây tổn thương cho nghiêm trọng cho thị lực như giác mạc phồng lên, loạn thị không thường xuyên và gây mê.
- Khi hít phải, chất này gây kích ứng đường hô hấp dù chỉ một lượng nhỏ.
- Nếu nuốt phải với số lượng nhỏ, nó có thể gây bỏng thực quản, phế quản và thủng dạ dày. Các triệu chứng có thể bao gồm đau thực quản, buồn nôn, nôn, tiêu chảy, đường tiêu hóa gây kích ứng và chảy máu, suy hô hấp, tím tái, hôn mê, và chết.
- Chất này cũng có thể ảnh hưởng đến hệ tim mạch, gan và hệ thống thần kinh.

### Những lưu ý khi sử dụng và bảo quản K2Cr2O7
- Chúng ta cần phải thận trọng trước những hóa chất không tương thích với K2Cr2O7 như: phản ứng với chất khử, vật liệu dễ cháy, vật liệu hữu cơ, kim loại, acid, kiềm.
- Không được bảo quản, lưu trữ K2Cr2O7 trong thủy tinh vì nó mang tính ăn mòn.
- K2Cr2O7 rất dễ dàng oxy hóa vật liệu như gỗ, giấy, nhôm, lưu huỳnh, sắt, vonfram, acid sulfuric + aceton nên cần thận trọng.
- Khi tiếp xúc với hóa chất cần trang bị bảo hộ lao động cá nhân như kính bảo hộ, áo khoác phòng thí nghiệm, khẩu trang thích hợp, găng tay.
- Khi tồn trữ K2Cr2O7 luôn phải giữ bình hóa chất khô, tránh xa nguồn nóng, nguồn phát lửa, không được nuốt, không được hít bụi và lưu trữ ở 1 ngăn cách biệt và an toàn.